# Cantone di Hazebrouck
Il Cantone di Hazebrouck è una divisione amministrativa dell'Arrondissement di Dunkerque.
È stato costituito a seguito della riforma approvata con decreto del 17 febbraio 2014, che ha avuto attuazione dopo le elezioni dipartimentali del 2015.

## Composizione
Comprende i 16 comuni di:
- Blaringhem
- Boëseghem
- Ebblinghem
- Estaires
- La Gorgue
- Haverskerque
- Hazebrouck
- Lynde
- Merville
- Morbecque
- Neuf-Berquin
- Renescure
- Sercus
- Steenbecque
- Thiennes
- Wallon-Cappel